# Andrea V. Rossotto
Andrea V. Rossotto (* 20. Jahrhundert) ist ein US-amerikanischer Kameramann aus Los Angeles.
Andrea V. Rossotto studierte an der School of Cinematic Arts der University of Southern California, danach folgte ein Kamerastudium am AFI Conservatory des American Film Institute. Nach seinem Abschluss 1992 wurde er als Kameramann tätig. Insgesamt wirkte er als Chefkameramann bei über 70 Film- und Fernsehproduktionen mit, häufig B-Movies. Ein Regisseur, mit dem er mehrfach zusammenarbeitete, ist Jim Wynorski.

## Filmografie (Auswahl)
- 1996: Vampirella
- 1997: Mad Rex – Gegen das Gesetz (Against the Law)
- 1999: Desert Thunder
- 2000–2001: Die Liebesbucht (Passion Cove, Fernsehserie, 22 Folgen)
- 2001: Gangland L.A.
- 2002: Gale Force – Die 10-Millionen-Dollar-Falle (Gale Force)
- 2004: Gargoyles – Flügel des Grauens (Gargoyle)
- 2005: Island of Beasts (Komodo vs. Cobra)
- 2006: Die Jagd auf Eagle One (The Hunt for Eagle One)
- 2006: Die Jagd auf Eagle One: Crash Point (The Hunt for Eagle One: Crash Point)
- 2007: Supergator – Das Killerkrokodil (Supergator)
- 2011: Camel Spiders – Angriff der Monsterspinnen (Camel Spiders)
- 2012: Piranhaconda